# Le Fenouiller
Le Fenouiller – miejscowość i gmina we Francji, w regionie Kraj Loary, w departamencie Wandea.
Według danych na rok 1990 gminę zamieszkiwały 2902 osoby, a gęstość zaludnienia wynosiła 163 osób/km² (wśród 1504 gmin Kraju Loary Le Fenouiller plasuje się na 174. miejscu pod względem liczby ludności, natomiast pod względem powierzchni na miejscu 653.).